# 8930 Kubota
8930 Kubota eller 1997 AX3 är en asteroid i huvudbältet som upptäcktes den 6 januari 1997 av den japanska astronomen Takao Kobayashi vid Ōizumi-observatoriet. Den är uppkallad efter Takashi Kubota.
Asteroiden har en diameter på ungefär 4 kilometer.